# Варух

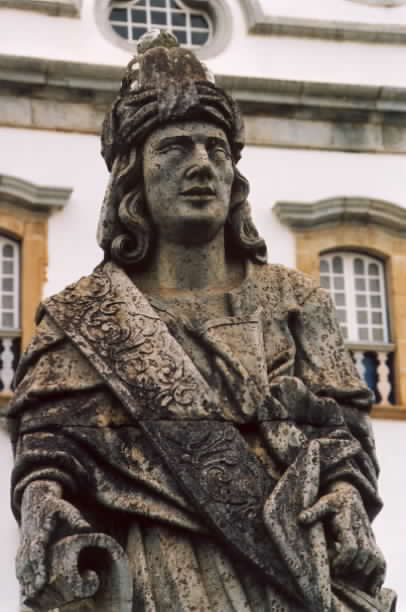
Скульптура Варуха роботи Алейжадінью

Варух (івр. בָּרוּך‎ — «благословений») — син Нерії, був товаришем і секретарем пророка Єремії (Єр. 32:13), автор Книги пророка Варуха Старого Заповіту.

## Діяльність пророка
Завданням Варуха було записувати всі слова Єремії і передавати їх народові. Тож коли цар Йоаким знищив сувій із пророцтвами Єремії, Варух наново записав те, що передав був Бог Єремії до цього, і ще додав слова «цього ж значення». Варух хоча й не був великим пророком проте мав у юдаїзмі великий авторитет, як той що сповнює важливе служіння в переказуванні пророчого послання. Під час облоги Єрусалима Єремія викупив його поле в Анафофі (як символ віри в можливе відновлення Єрусалима), що належало його дядькові Анамеілу. Варух був писарем при Єремії і коли той перебував у темниці, записував його пророкування щодо вторгнення вавилонян і полону юдеїв (Єр. 36:4-18), які потім, за вказівкою Єремії, читав у Храмі Господньому народу (вірші 10 і 13), а потім і князям (вірш 15). Разом із Єремією, Варух був вивезений до Єгипту. Єврейська традиція передає, що пізніше він перебрався до Вавилонії.

## Археологічні знахідки

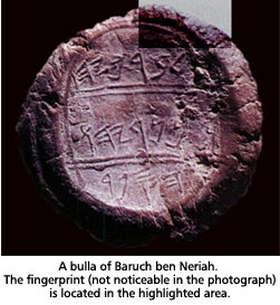

При розкопках Єрусалиму у 1996 році знайдено печатку, з написаним текстом: «Власність Варуха (Berekhyahu) сина Нерії (Neriyahu)/ писаря». У приватній колекції в Англії знаходиться глиняна печатка з іменем Варуха і його відбитком пальців.